# 勝楽寺 (町田市)
勝楽寺（しょうらくじ）は、東京都町田市原町田にある浄土宗の寺院。正式名称は「三寶山紹隆院勝楽寺」（さんぽうざん しょうりゅういん しょうらくじ）という。本尊は阿弥陀仏。代表役員は勝楽寺第35世住職・茂田知暁。

## 歴史
天正元年（1573年）、源蓮社光誉上人の開山、山内上杉氏・後北条氏旧臣の三橋新右衛門の開基により八王子の極楽寺の末寺として町田に創建された。

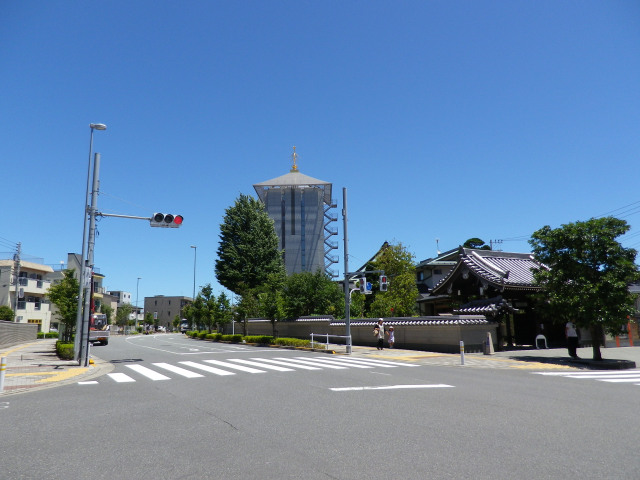
整備された都道51号線

平成19年（2007年）から都の道路整備事業によって、境内地の一部を都道51号線が通ることになり、庫裏を除いて移転した。

## 境内施設
勝楽寺の施設は以下の通り。本堂、山門、庫裏、寺務所を除き、2008年11月新築落成。
- 本堂 - 道路整備に伴って、曳家移転が行われた
- 鐘楼
- 不動堂（良弁不動尊を祀るお堂）
- 山門
- 納骨塔（無量寿の塔、地上9階地下1階建て）
- 舎利堂（本堂地下）
- ホール（蓮華殿、本堂地下）
- 庫裏、寺務所
- 東墓苑、中墓苑、西墓苑
- 釈迦堂（地上4階地下1階建。葬祭ホール、ギャラリー、納骨堂が入った複合施設） - 2013年4月落成。
  - 釈迦堂の名称の由来は2階から4階までの吹き抜けの釈迦如来像（通称：潮音大仏）に依る。これは造形作家の三橋國民の作。ロビー階に設けられた『三橋國民鎮魂祈念館』をはじめ全階に三橋の作品が展示されている。

## 交通
- 横浜線（JR東日本）町田駅ターミナル口から徒歩5分
- 小田急小田原線町田駅東口から徒歩10～15分

## その他
1964年4月5日、勝楽寺のすぐ近くに米軍機が墜落し多数の死傷者が出るという事故があった。この時、犠牲者は勝楽寺に安置され合同で通夜が営まれた（町田米軍機墜落事故）。

## 関連文献
- 「原町田村 勝楽寺」『新編武蔵風土記稿』 巻ノ90多磨郡ノ2、内務省地理局、1884年6月。NDLJP:763988/46。
- “名称・宗派・歴史｜勝楽寺の紹介”. 勝楽寺ホームページ. 2021年2月28日閲覧。